# مارتین زندولیت
مارتین زندولیت (انگلیسی: Martin Zandvliet؛ زادهٔ ۷ ژانویهٔ ۱۹۷۱) یک تدوین‌گر، فیلم‌نامه‌نویس، و کارگردان فیلم اهل دانمارک است.

## کار حرفه‌ای

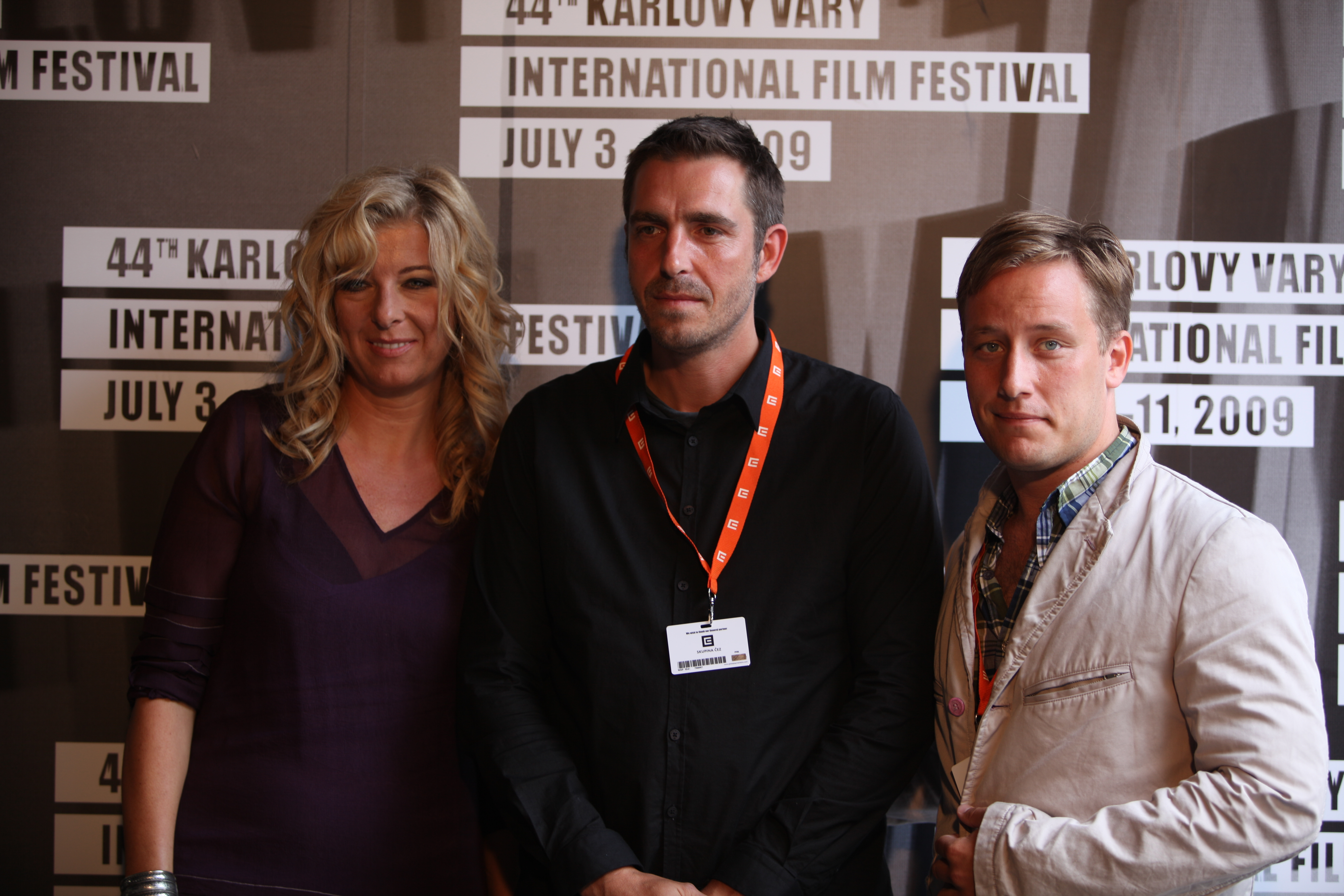
هیئتی برای فیلم دانمارکی «تشویق» در کارلووی واری: پاپریکا استین، مارتین زاندولیت، آندرس آگوست

زندولیت در اصل در قالب یک تدوینگر قبل از نویسندگی و کارگردانی مستند فرشتگان بروکلین، شروع به کار کرد. اولین فیلمی که او ساخت، (تشویق) نام داشت که با ستایش گسترده‌ای روبرو بود. سپس نویسندگی و کارگردانی فیلم مرد خنده دار را انجام داد. این فیلم بر اساس زندگی یک بازیگر دانمارکی به نام دریچ پاسر ساخته شد. مارتین در سال ۲۰۱۵ فیلم زیر شن را کارگردانی و نویسندگی کرد. این فیلم به صورت گسترده‌ای مورد تحسین قرار گرفت. این فیلم برترین فیلم دانمارکی سال شد. فیلم زیر شن نامزد جایزه اسکار بهترین فیلم خارجی زبان در هشتاد و نهمین دوره جوایز اسکار شد.
وی همچنین برندهٔ جوایزی همچون جایزه روبرت شده است.